# Al Ghaydah
Al Ghaydah (în arabă: الغيضة) este un oraș în partea de sud-est a Yemenului. Este deservit de un aeroport (cod IATA: AAY). Centru administrativ (reședința guvernoratului Al Mahrah).